# Campeonato Sul-Coreano de Patinação Artística no Gelo de 2018
O Campeonato Sul-Coreano de Patinação Artística no Gelo de 2018 foi a septuagésima segunda edição do Campeonato Sul-Coreano de Patinação Artística no Gelo, um evento anual de patinação artística no gelo onde os patinadores artísticos competem pelo título de campeão Sul-Coreano nos níveis sênior e júnior. A competição foi disputada entre os dias 5 de janeiro e 7 de janeiro, na cidade de Seul, Seul.

## Eventos
- Individual masculino
- Individual feminino
- Duplas
- Dança no gelo

## Medalhistas
| Evento                        | Ouro                           | Prata                   | Bronze                  |
| Sênior                        |                                |                         |                         |
| Individual masculino detalhes | Cha Jun-hwan                   | Kim Jin-seo             | Lee Si-hyeong           |
| Individual feminino detalhes  | You Young                      | Choi Da-bin             | Lim Eun-soo             |
| Duplas detalhes               | Kim Kyu-eun Alex Kang-chan Kam | nenhum outro competidor | nenhum outro competidor |
| Dança no gelo detalhes        | Yura Min Alexander Gamelin     | nenhum outro competidor | nenhum outro competidor |

## Resultados

### Sênior

#### Individual masculino
| Pos.              | Nome            | Pontos | PC        | PL         |
| ----------------- | --------------- | ------ | --------- | ---------- |
| Medalha de ouro   | Cha Jun-hwan    | 252.65 | 84.05 (1) | 168.60 (1) |
| Medalha de prata  | Kim Jin-seo     | 227.65 | 76.05 (3) | 151.18 (2) |
| Medalha de bronze | Lee June-hyoung | 222.98 | 76.80 (2) | 146.18 (3) |
| 4                 | Lee Si-hyeong   | 208.49 | 70.46 (4) | 138.03 (4) |
| 5                 | Cha Young-hyun  | 195.42 | 61.23 (7) | 134.19 (5) |
| 6                 | Byun Se-jong    | 191.27 | 63.00 (5) | 128.27 (6) |
| 7                 | An Geon-hyeong  | 184.00 | 58.04 (9) | 125.96 (7) |
| 8                 | Park Sung-hoon  | 166.99 | 58.12 (8) | 108.87 (8) |
| 9                 | Kyeong Jae-seok | 164.20 | 61.80 (6) | 102.40 (9) |

#### Individual feminino
| Pos.                                                  | Nome          | Pontos  | PC         | PL          |
| ----------------------------------------------------- | ------------- | ------- | ---------- | ----------- |
| Medalha de ouro                                       | You Young     | 204.68  | 69.53 (1)  | 135.15 (1)  |
| Medalha de prata                                      | Choi Da-bin   | 190.12  | 64.11 (4)  | 126.01 (2)  |
| Medalha de bronze                                     | Lim Eun-soo   | 185.88  | 66.10 (2)  | 119.78 (4)  |
| 4                                                     | Kim Ha-nul    | 176.92  | 62.18 (6)  | 114.74 (5)  |
| 5                                                     | Park So-youn  | 175.57  | 62.74 (5)  | 113.83 (6)  |
| 6                                                     | Kim Ye-lim    | 176.02  | 64.53 (3)  | 111.49 (8)  |
| 7                                                     | To Ji-hun     | 172.11  | 51.30 (13) | 120.81 (3)  |
| 8                                                     | Choi Yu-jin   | 166.34  | 54.55 (8)  | 111.79 (7)  |
| 9                                                     | Lee Hae-in    | 165.24  | 57.64 (7)  | 107.60 (10) |
| 10                                                    | Lee Hyun-soo  | 162.98  | 53.74 (11) | 109.24 (9)  |
| 11                                                    | Jeon Su-been  | 161.26  | 54.48 (9)  | 106.78 (12) |
| 12                                                    | Choi So-eun   | 154.79  | 51.16 (14) | 103.63 (13) |
| 13                                                    | An So-hyun    | 153.69  | 46.77 (20) | 106.92 (11) |
| 14                                                    | Kim Na-hyun   | 147.27  | 53.83 (10) | 93.44 (15)  |
| 15                                                    | Lee Ji-won    | 145.43  | 49.32 (18) | 96.11 (14)  |
| 16                                                    | Yu Seung-been | 139.18  | 51.00 (15) | 88.18 (19)  |
| 17                                                    | Choi Hyun-soo | 138.81  | 51.88 (12) | 86.93 (20)  |
| 18                                                    | Kim Hae-jin   | 138.36  | 46.54 (21) | 91.82 (16)  |
| 19                                                    | Park Mi-seon  | 138.21  | 46.91 (19) | 91.30 (18)  |
| 20                                                    | Lee Ji-hyun   | 137.69  | 46.21 (22) | 91.48 (17)  |
| 21                                                    | Lee Seo-young | 136.99  | 50.85 (17) | 86.14 (21)  |
| 22                                                    | Jeon Geo-hee  | 133.90  | 51.00 (16) | 82.90 (22)  |
| 23                                                    | Seo Ye-eun    | 124.83  | 45.79 (23) | 79.04 (23)  |
| 24                                                    | Noh Chae-eun  | 1120.44 | 44.39 (24) | 75.05 (24)  |
| Não avançaram para a patinação livre / programa longo |               |         |            |             |
| 25                                                    | Kim Bo-young  | 43.46   | 43.46 (25) |             |
| 26                                                    | Kim Se-na     | 43.09   | 43.09 (26) |             |
| 27                                                    | Ko Eun-bi     | 42.36   | 42.36 (27) |             |
| 28                                                    | Kwon Ye-na    | 39.13   | 39.13 (28) |             |
| 29                                                    | Kang Soo-min  | 37.19   | 37.19 (29) |             |
| 30                                                    | Lee Yu-rim    | 36.97   | 36.97 (30) |             |
| 31                                                    | Son Suh-hyun  | 35.17   | 35.17 (31) |             |
| 32                                                    | Jang Hyun-su  | 34.16   | 34.16 (32) |             |
| 33                                                    | Cho Yu-bin    | 29.33   | 29.33 (33) |             |

#### Duplas
| Pos.            | Nome                             | Pontos | PC        | PL        |
| --------------- | -------------------------------- | ------ | --------- | --------- |
| Medalha de ouro | Kim Kyu-eun / Alex Kang-chan Kam | 139.54 | 51.88 (1) | 87.66 (1) |

#### Dança no gelo
| Pos.            | Nome                         | Pontos | PC        | PL        |
| --------------- | ---------------------------- | ------ | --------- | --------- |
| Medalha de ouro | Yura Min / Alexander Gamelin | 149.94 | 59.67 (1) | 90.27 (1) |